# خالد المحتسب
خالد المحتسب (2002-2023)، فدائي فلسطيني، من مواليد بلدة بيت حنينا، استُشهِدَ يوم الخميس الموافق 12 أكتوبر 2023 في عملية فدائية بمدينة القدس.

## حياته
انضم خالد للجبهة الشعبية وشغل منصب سكرتير جبهة العمل الطلابي التقدمية في جامعة بيت لحم، وكان عضوًا في كتائب الشهيد أبو علي مصطفى.

## استشهاده
في مساء يوم الخميس الموافق 12 أكتوبر 2023 قرابة الساعة التاسعة مساءً، اشتبك مع قوات الاحتلال الإسرائيلي وسَط مدينة القدس، عند مركز شرطة شارع صلاح الدين القريب من باب الزاهرة. وبعد إطلاق الرصاص باتجاه القوات والمركز تمكَّن من السير عدَّة أمتار ولاحقته القواتُ وأطلقت عليه الرصاص بطريقة عشوائية حتى استشهاده.
نعَته الكتائبُ في بلاغ عسكري وقالت: «التحامًا مع مقاومينا الأبطال في غزة البطولة وهم يخوضون معركة طوفان الأقصى، وردًّا على الجرائم الصِّهْيَونية البشعة بحقِّ أبناء شعبنا في القطاع الباسل وفي ضفة الإباء وقدس العنفوان، تعلن كتائبُ الشهيد أبو علي مصطفى مسؤوليتها عن عملية القدس البطولية، التي أدَّت إلى إصابة العديد من جنود الاحتلال».